# Онисим
Они́сим, также Ани́сим — мужское русское личное имя греческого происхождения; восходит к др.-греч. Ὀνήσιμος («Онисимос») — «полезный, благодетельный». В русском ономастиконе известны этимологически родственные имена Онисий (Анисий) и Онисифор.
В христианский именослов имя вошло как имя Онисима, одного из апостолов от семидесяти, обращённого в христианство апостолом Павлом; Онисим упоминается в библейских «Послании к Филимону» и «Послании к Колоссянам». Помимо него, церковь отмечает память нескольких других раннехристианских святых с именем Онисим.
На Руси имя Онисим и его формы были распространёнными, чему свидетельством являются патронимные русские фамилии, образованные от имени: Онисимов, Анисимов. В XIX веке имя стало редкоупотребимым, а в XX — фактически вышло из употребления. Его ни разу не зафиксировали статистические исследования В. А. Никонова начала 1960-х годов, охватившие 9 областей центральной России; в краткой форме Анис оно отмечено как очень редкое в сведениях, собранных А. В. Суперанской и А. В. Сусловой по именам новорождённых в Ленинграде в 1960-е — 1980-е годы.

## Именины
Православные именины (даты приводятся по григорианскому календарю):
- 17 января, 26 февраля, 27 февраля, 28 февраля, 23 мая, 19 июля, 27 июля, 3 августа, 17 октября.